# Frank Tovey

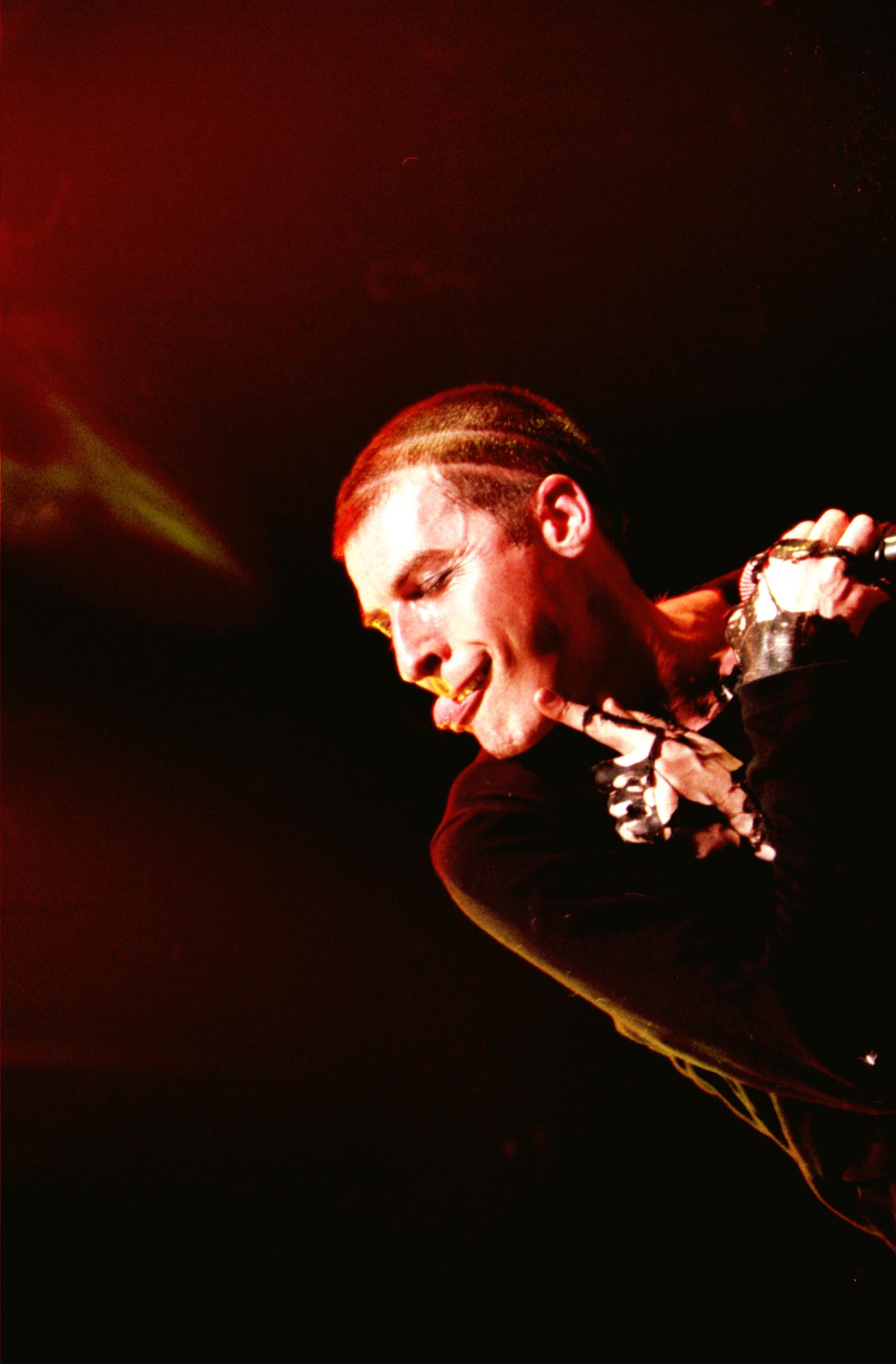
Tovey (2002)

Frank Tovey (* 8. September 1956 in London; † 3. April 2002 ebenda; eigentlich Francis John Tovey) war ein britischer Musiker und Wegbereiter der englischen New-Wave-Bewegung. Bekannt wurde er unter seinem Pseudonym Fad Gadget.

## Leben
1974 besuchte Tovey eine Londoner Kunstschule, in der er sich hauptsächlich mit Fotografie, Film und Performance beschäftigte. Ein Jahr später schrieb er sich an der renommierten Fine Arts Polytechnic in Leeds ein, hier entstanden auch die ersten Ideen zu seinen frühen Performance-Gigs. In den Jahren 1976 bis 1978 hielt Tovey sich mit Gelegenheitsjobs über Wasser und arbeitete nebenbei an seinen ersten eigenen Songs. Bei einem Konzert der Band Monochrome Set lernte er Labelchef Daniel Miller kennen, der Beginn einer fruchtbaren und langjährigen Zusammenarbeit.
1979 veröffentlichte Tovey als Fad Gadget seine Debüt-Single Back to Nature. Fad Gadget war Toveys Pseudonym und eine Kunstfigur. Fad Gadget war in seinen Musikvideos und Plattencovern unter anderem von Kopf bis zur Gürtellinie geteert und gefedert, oder mit Rasierschaum bedeckt. Gadget war der erste Künstler des von Daniel Miller neu gegründeten Labels Mute Records. Weitere Gadget-Singles waren Ricky’s Hand, Fireside Favourite, Make Room/Lady Shave oder Collapsing New People (mit der Berliner Band Einstürzende Neubauten). Bis 1984 erschienen vier Gadget-Alben, Fireside Favourites (1980), Incontinent (1981), Under the Flag (1982) und Gag (1984).
1980 trat die noch unbekannte Band Depeche Mode im Vorprogramm von Gadget auf. Nach diesem Konzert wurden Depeche Mode bei Mute Records unter Vertrag genommen. Für Gadget blieb der große Erfolg jedoch aus. Trotz hoher Anerkennung in der Elektronik-Szene der 1980er blieb sein Bekanntheitsgrad gering.
1986 legte Tovey sein Alter Ego Fad Gadget ab und trat nun unter seinem richtigen Namen auf. Das Album Snakes and Ladders war noch als Nachfolger von Gag erkennbar, aber der sich anbahnende Stilwechsel war unüberhörbar. Civilian (1988), sein nächstes Studio-Album, war eine deutliche Abkehr vom ursprünglichen Fad-Gadget-Sound. Mehr Gitarren und starke Percussions ließen nichts mehr von dem Synthpop-Image übrig, die Qualität der Songs jedoch blieb gleich. Auch textlich änderte sich nicht viel: ernste Themen mit einer Prise schwarzem Humor dominierten weiterhin Toveys Repertoire.
1989 erschien Tyranny and the Hired Hand. Als Folk-Album mit Versionen von Traditionals wie Sam Hall, ’31 Depression Blues, Joe Hill, 16 Tons markierte es erneut einen radikalen Stilwechsel. 1991 folgte Grand Union. Auch dieses Album zeichnete sich durch eine zunehmend vielseitige Instrumentierung mit Gitarren, Banjos und sogar Maultrommeln aus. Unterstützt wurde er hierbei, wie auch bei seinem nächsten Album, von The Pyros.
Das letzte Studio-Album erschien ein Jahr später unter dem Titel Worried Men in Second Hand Suits. Musikalisch schloss es an den Vorgänger an, hatte aber deutlich mehr Blues-Elemente.
Nach längerer Pause trat Tovey erst 2001 wieder in Erscheinung. Als Fad Gadget spielte er bei verschiedenen Festivals. Als Musiker holte er sich TempleX dazu, deren Album er produzierte. 2001 spielte Frank Tovey auch im Vorprogramm von Depeche Modes Exciter-Tour in Europa. Er veröffentlichte ein Best Of-Album und ging Anfang 2002 auf Solo-Tour, bei der er unter anderem in Antwerpen, Bielefeld und Göteborg auftrat.
Frank Tovey starb im Alter von 45 Jahren an Herzversagen in seinem Haus in London. Bereits seit seiner Kindheit litt er an einem Herzfehler.

## Vermächtnis
Trotz seines Einflusses auf die Entwicklung von New Wave und Synthie-Pop konnte Tovey seine Bekanntheit nie über die Szene hinaus ausweiten.
2006 erschienen zwei DVDs und zwei CDs mit dem Titel Fad Gadget by Frank Tovey, mit zwei kompletten Konzerten (Manchester 1984 / London 2002), allen Promo-Videos, Fernsehauftritten, unveröffentlichten Tracks, Demo-Tapes und einer ausführlichen Dokumentation über Frank Toveys Karriere, in der auch Wegbegleiter wie Daniel Miller, Anton Corbijn und Depeche Mode zu Wort kommen. Toveys Frau und Kinder hatten die Dokumentation gemeinsam mit Mute zusammengestellt.

## Diskografie

### Alben
- 1980: Fireside Favourites
- 1981: Incontinent
- 1982: Under the Flag
- 1984: Gag
- 1984: Easy Listening For The Hard Of Hearing (als Frank Tovey & Boyd Rice)
- 1985: Snakes and Ladders (als Frank Tovey)
- 1986: The Fad Gadget Singles (als Frank Tovey)
- 1988: Civilian (als Frank Tovey)
- 1989: Tyranny and the Hired Hand (als Frank Tovey)
- 1991: Grand Union (als Frank Tovey & The Pyros)
- 1992: Worried Men in Second Hand Suits (als Frank Tovey & The Pyros)
- 2001: The Best of Fad Gadget
- 2006: Fad Gadget by Frank Tovey

### Singles
- 1979: Back to Nature
- 1980: Ricky’s Hand
- 1980: Fireside Favourite
- 1981: Make Room / Ladyshave
- 1982: Saturday Night Special
- 1982: King of the Flies
- 1982: Life on the Line
- 1983: For whom the Bells toll
- 1983: I Discover Love
- 1984: Collapsing New People
- 1984: One Man’s Meat
- 1985: Luxury (als Frank Tovey)
- 1986: Luddite Joe (als Frank Tovey)
- 1988: Bridge Street Shuffle (als Frank Tovey)
- 1989: Sam Hall (als Frank Tovey)
- 1991: The Liberty Tree (als Frank Tovey & The Pyros)
- 1992: All that is mine (als Frank Tovey & The Pyros)